# Budeč (kraj południowoczeski)
Budeč – wieś i gmina w Czechach, w powiecie Jindřichův Hradec, w kraju południowoczeskim.
1 stycznia 2017 gminę zamieszkiwało 209 osób, a ich średni wiek wynosił 41,4 roku.